# Epidendrum rupicola
Epidendrum rupicola är en orkidéart som beskrevs av Célestin Alfred Cogniaux. Epidendrum rupicola ingår i släktet Epidendrum och familjen orkidéer. Inga underarter finns listade i Catalogue of Life.